# Jane Espenson

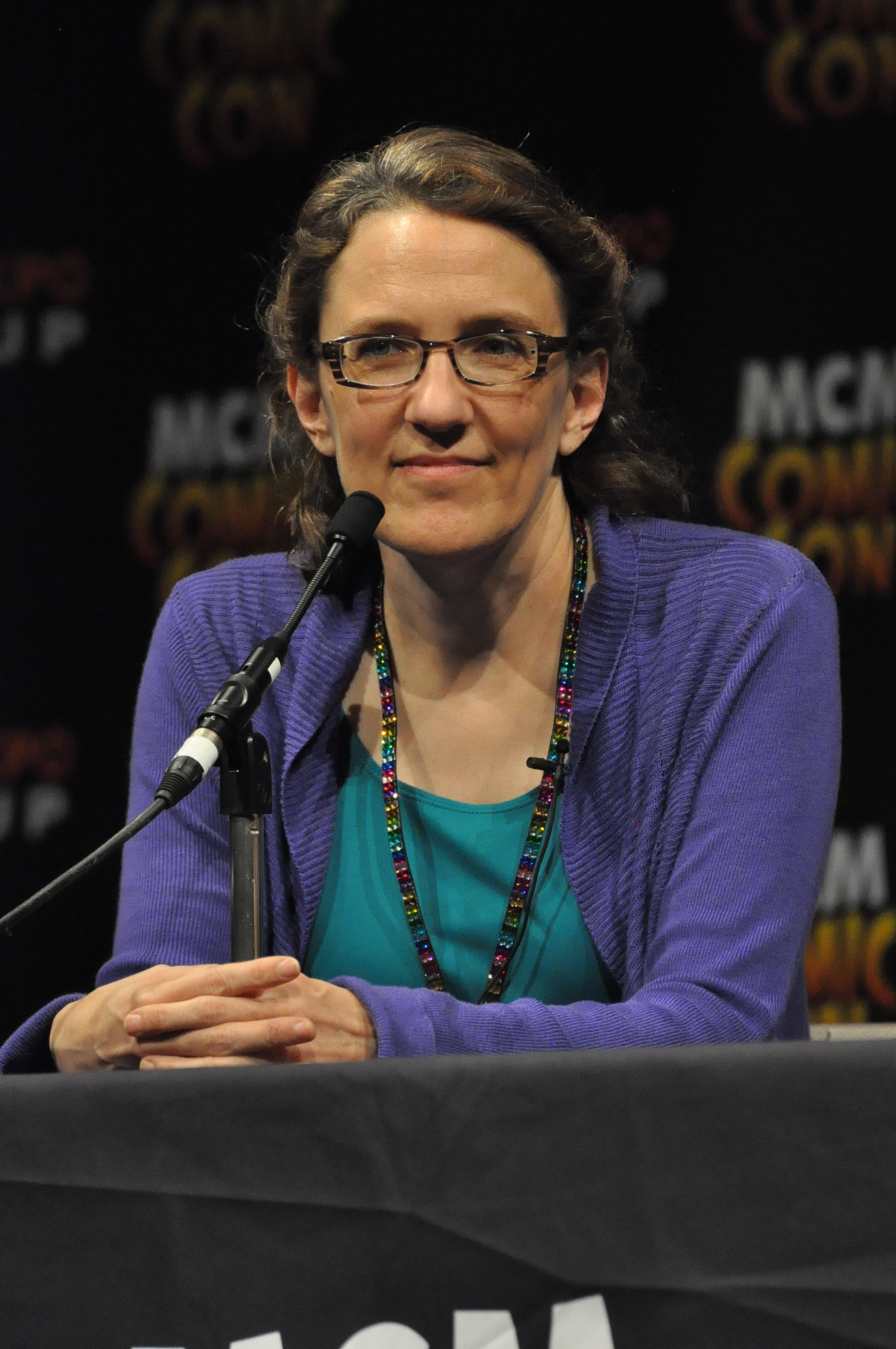
Jane Espenson (2013)

Jane Espenson (* 14. Juli 1964 in Ames, Iowa) ist eine US-amerikanische Drehbuchautorin, Comicautorin und Filmproduzentin, die vor allem mit ihrer Arbeit für die Serien Buffy – Im Bann der Dämonen sowie in 2 Folgen des Spin-off Angel – Jäger der Finsternis als Drehbuchautorin Bekanntheit erlangte.

## Leben
Bereits während ihres Studiums an der University of California (Berkeley) reichte Espenson infolge einer Ausschreibung für Amateur-Drehbuchautoren von den Machern der Serie Raumschiff Enterprise: Das nächste Jahrhundert einige Drehbücher ein. Die Teilnahme am Disney Writing Fellowship war der nächste Schritt ihrer Laufbahn. Für Disney schrieb sie an diversen Sitcoms, wie Monty, Die Dinos und Ellen mit. In einer Neuorientierung ihrer Arbeit, ließ sie die Comedyserien hinter sich und wandte sich Joss Whedons Projekt Buffy – Im Bann der Dämonen zu.
Nach ihrem Linguistikstudium arbeitete sie als wissenschaftliche Mitarbeiterin bei George Lakoff.

## Hauptwerk
Espenson arbeitete ab 1998 für Whedons Produktionsfirma Mutant Enemy. Vor allem die dritte Staffel von Buffy – Im Bann der Dämonen trägt ihre Handschrift. Seitdem bekleidete sie verschiedene Positionen im Produktions- und Drehbuchprozess der Serie bis zu deren Abschluss. Für ihre Arbeit an der Buffy-Folge Conversations with Dead People der siebten Staffel wurde sie 2003 mit dem Hugo Award im Bereich Best Dramatic Presentation, short form ausgezeichnet. In Folge ihrer Verbindung zu Whedon schrieb sie Drehbücher für Firefly – Der Aufbruch der Serenity und Angel – Jäger der Finsternis. Für die Comicadaption der Buffy-Serie ist sie gemeinsam mit Whedon und anderen an mehreren Heften als Autorin beteiligt.
Ab 2003 war sie an der Produktion der vierten Staffel der Serie Gilmore Girls sowie von 2006 bis 2008 als Co-Produzentin an allen Folgen der vierten Staffel von Battlestar Galactica beteiligt. Bereits für die dritte Staffel von Battlestar Galactica schrieb sie an zwei Drehbüchern mit. Ferner hat sie das Drehbuch für den 2009 erscheinenden Fernsehfilm Battlestar Galactica: The Plan verfasst und ist seit 2009 im Stab des Battlestar-Spin-offs Caprica als Co-Produzentin beteiligt.
2010 schrieb sie einige Episoden der HBO-Serie Game of Thrones und der vierten Staffel von Torchwood. 2011 arbeitete sie als Consulting Producer und Drehbuchautorin an der Serie Once Upon a Time – Es war einmal….

## Werke
- Jane Espenson und Glenn Yeffeth (Hrsg.): Finding Serenity: Anti-Heroes, Lost Shepherds and Space Hookers in Joss Whedon’s Firefly. BenBella Books, Dallas, Tex. 2005, ISBN 1-932100-43-1 (englisch).
- Leah Wilson und Jane Espenson (Hrsg.): Serenity Found: More Unauthorized Essays on Joss Whedon’s Firefly Universe. BenBella Books, Dallas, Tex. 2007, ISBN 978-1-933771-21-2 (englisch).

## Filmografie (Auswahl)
- 2021: The Nevers (Fernsehserie)